# Perizomella inquinans
Perizomella inquinans är en svampart som beskrevs av Syd. 1927. Perizomella inquinans ingår i släktet Perizomella, divisionen sporsäcksvampar och riket svampar.   Inga underarter finns listade i Catalogue of Life.